# Overheek
Overheek is een buurtschap van Klimmen in de gemeente Voerendaal, in de Nederlandse provincie Limburg. In het oude deel van Overheek staan dertig huizen. Tegenover de molen is een nieuwe woonwijk gebouwd.
De naam betekent "er boven liggend". Heek, een buurtschap van Valkenburg, is de lager gelegen lintbebouwing aan de weg van Klimmen naar Valkenburg. Overheek ligt op dezelfde hoogte als Klimmen.
Overheek werd vroeger gedomineerd door een gelijknamige grote pachthoeve, een adellijk bezit. In 1786 verkochten drie broers van de grafelijke familie De Méan de hoeve aan de pachter en een groep verwanten. 

## Molen
De Overhekermolen stamt uit 1878. Deze beltmolen was tot 1966 in gebruik om graan mee tot meel te malen. Eind 1941 verloor ze haar wieken waarna ze nog vijfentwintig jaar op een elektromotor heeft gemalen. Vanwege de Koude Oorlog was de molenromp van 1953 tot 1964 bij het Korps Luchtwachtdienst in gebruik als luchtwachtpost. Het bouwwerk staat geregistreerd als rijksmonument.
Dorpen: Klimmen · Kunrade · Ransdaal · Ubachsberg · Voerendaal

Gehuchten: Colmont · Craubeek · Fromberg · Mingersborg · Retersbeek · Termaar · Weustenrade · Winthagen

Buurtschappen: Barrier · Dolberg · Hellebeuk · Koulen · Kruishoeve · Kunderberg · Lubosch · Opscheumer · Overheek · Termoors · Terveurt

Limburg: Steden en dorpen      Nederland: Provincies · Gemeenten